# 순압

순압(順壓, barotropic)하다 함은 유체역학에서 밀도가 압력의 함수로만 정해지는 것을 말한다. 유체를 순압하다고 근사하는 것은 기상학에서 천체물리학까지 다양한 분야에서 유용하게 사용된다.
대부분의 유체는 밀도가 일정(등밀도)하며, 압력과 온도에 따라 매우 경미하게 밀도가 변한다고 말할 수 있다. 온도와 염도에 밀도가 변하는 정도가 수 퍼센트에 불과한 물은 대충 순압하다고 말할 수 있다. 하지만 온도와 압력에 의해 동시에 밀도가 크게 변하는 공기 같은 것은 일반적으로 순압하지 아니하다.
천체물리학에서는 항성 내부구조나 성간매질을 연구할 때 이것들이 순압유체라고 가정한다. 천체물리학에서 사용하는 대표적인 순압 모형이 다방유체 모형이다.
기상학에서는 압력에 의해서만 밀도가 결정되는 공기를 순압대기(barotropic atmosphere)라고 한다. 순압대기는 등압면 및 등밀도면의 결과 발생하며, 이런 등압면들은 또한 등온면이기도 하다. 그래서 지균풍은 깊이에 따라 풍속이 크게 변하지 않는다.
순압대기를 일반화한 것을 순압유동(barotropic flow)이라 한다. 순압유동은 압력이 밀도의 함수로만 결정되고 또한 밀도가 압력의 함수로만 결정되는 흐름이다. 다시 말하면 등압면이 등밀도면이고 등밀도면이 등압면인 흐름이다. 비순압유체가 순압유동을 할 수도 있지만, 순압유체는 언제나 순압유동을 한다.  순압유동의 예로는 바다의 순압층, 등온이상기체, 등밀도이상기체 등이 있다.
순압하지 않은 유체는 경압하다고 한다. 순압유체 및 순압유동에서는 경압벡터가 0이다.